# 80 kilometerzone

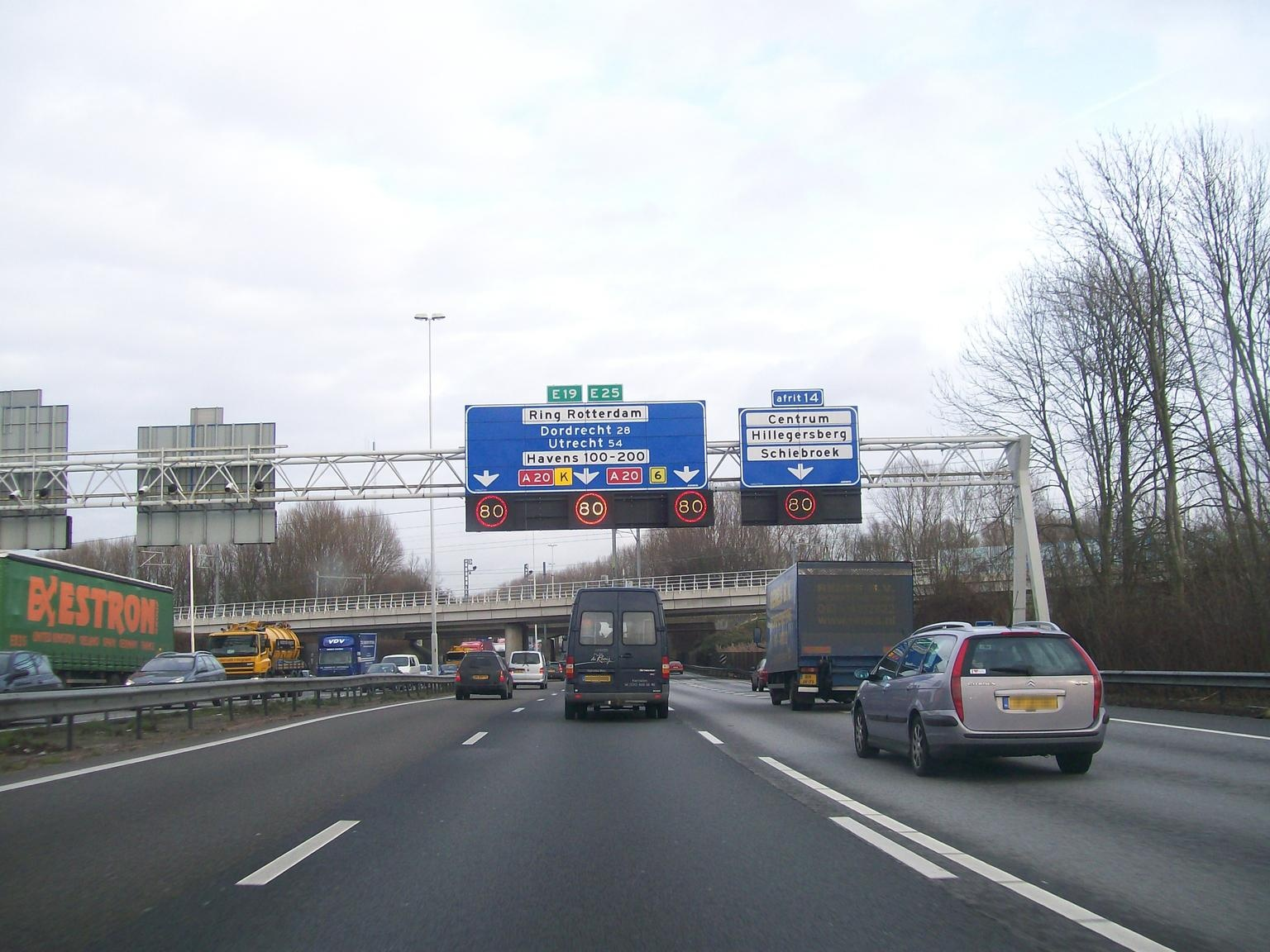
De A20 in Rotterdam; hier geldt een maximumsnelheid van 80 km/u.

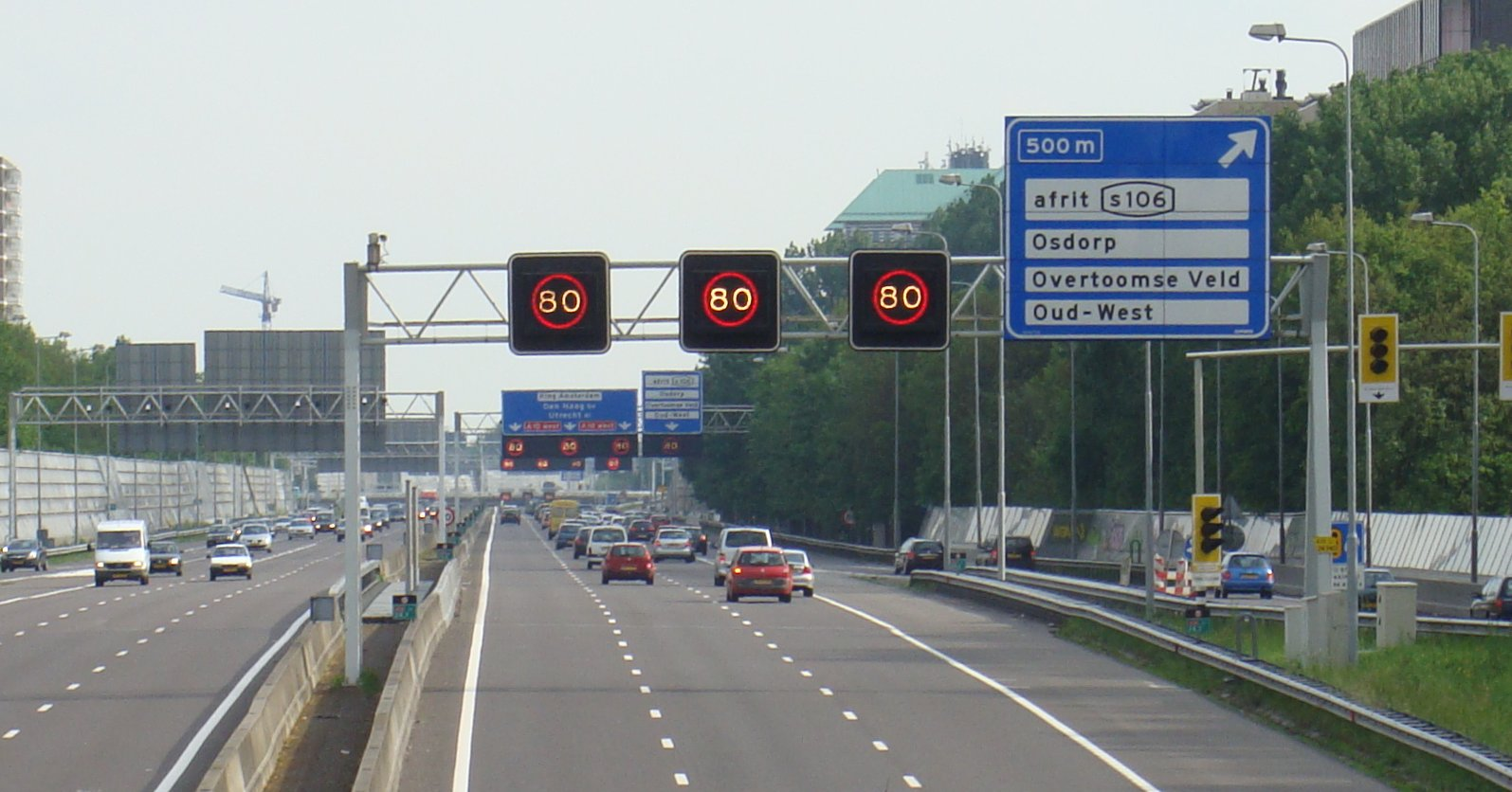
De A10-west in Amsterdam, hier ter hoogte van de Jan van Galenstraat, is ook grotendeels 80 kilometerzone.

Een 80 kilometerzone is in Nederland een traject van een autosnelweg waar de maximumsnelheid is verlaagd tot 80 km/u. Deze maatregel wordt in de meeste gevallen in combinatie met een trajectcontrole ingevoerd om bijvoorbeeld milieuvervuiling en/of geluidsoverlast terug te dringen.

## Locaties
Er zijn vijf snelwegtrajecten in Nederland waar niet harder dan 80 km/u gereden mag worden.
- De  tussen knooppunt De Nieuwe Meer en knooppunt Coenplein (de Einsteinweg)
- De  tussen knooppunt Prins Clausplein en afrit Den Haag-Bezuidenhout (het begin van de Utrechtsebaan), alleen richting Den Haag
- De  tussen knooppunt Oudenrijn en knooppunt Lunetten (Ring Utrecht-zuid), alleen op de parallelbanen
- De  tussen afrit Rotterdam The Hague Airport en Knooppunt Kleinpolderplein
- De  tussen afrit Rotterdam-Delfshaven en knooppunt Terbregseplein

## Evaluatie 2008
Bij de eindevaluatie van 80 kilometerzones uit juni 2008 bleek dat voor fijnstof een daling is gemeten van tien procent en voor stikstofoxiden een vermindering van twintig en dertig procent. De doorstroming blijkt op verscheidene locaties te zijn verslechterd. Minister Camiel Eurlings overwoog de 80 kilometerzones af te schaffen en als experiment op de locaties variabele maximumsnelheden in te voeren. Dit was tussen 2012 en 2014 het geval op de 80 kilometerzone op de A13.